# Ringo Meerveld
Ringo Meerveld ('s-Hertogenbosch, 21 december 2002) is een Nederlands voetballer die als middenvelder speelt. Hij verruilde FC Den Bosch in de zomer van 2021 voor Willem II.

## Carrière

### FC Den Bosch
Ringo Meerveld speelde in de jeugd van FC Den Bosch, waar hij in 2019 een contract tot medio 2022 tekende. In januari 2021 werd zijn contract met een jaar verlengd tot medio 2023.  Hij debuteerde voor FC Den Bosch in de Eerste divisie op 12 augustus 2019, in de met 2-2 gelijkgespeelde uitwedstrijd tegen Jong PSV. Hij kwam in de 68e minuut in het veld voor Ryan Trotman. Op 16 augustus 2019 maakte hij zijn debuut in de basis in de met 0-1 verloren uitwedstrijd tegen Telstar. Sinds het begin van het seizoen 2020-2021 is hij basisspeler. Zijn eerste goal scoorde hij op 6 december 2020 in de met 2-2 gelijkgespeelde thuiswedstrijd tegen NEC. Op 16 april 2021 scoorde hij een hattrick in de met 2-6 gewonnen uitwedstrijd tegen FC Dordrecht. Meerveld kwam tot 48 wedstrijden voor FC Den Bosch, waarin hij goed was voor vijf goals en vijf assists. 

### Willem II
Op 31 augustus 2021 tekende hij een vierjarig contract bij Willem II. Op 21 september maakte hij als invaller tegen RKC Waalwijk zijn debuut voor Willem II en in de Eredivisie. Hij kwam in zijn eerste seizoen tot drie assists in dertien competitiewedstrijden, maar degradeerde met Willem II naar de Eerste Divisie. Hij miste bovendien de laatste drie maanden van het seizoen door een knieoperatie. Op 14 oktober 2022 speelde hij tegen Helmond Sport zijn eerste wedstrijd in tien maanden. Meerveld eindigde met Willem II vierde en werd vervolgens in de eerste ronde van de play-offs uitgeschakeld door VVV-Venlo.    
Zijn derde seizoen bij Willem II begon hij door in de seizoensopener tegen FC Eindhoven de eerste Tilburgse treffer te scoren en zijn eerste voor Willem II. Op 12 januari 2024 scoorde hij tweemaal in een 0-5 overwinning op TOP Oss. Op 10 mei scoorde Meerveld de winnende 3-2 tegen Telstar, waarna hij het kampioenschap van de Eerste divisie kon vieren. Hij scoorde negen goals dat seizoen, bijna twee keer zoveel als in zijn eerste vier seizoenen bij elkaar, en kwam tot zeven assists.   

## Statistieken
| Seizoen                   | Club           | Competitie     | Competitie | Competitie | Beker | Beker | Overig | Overig | Totaal | Totaal |
| Seizoen                   | Club           | Competitie     | Wed.       | Dlp.       | Wed.  | Dlp.  | Wed.   | Dlp.   | Wed.   | Dlp.   |
| ------------------------- | -------------- | -------------- | ---------- | ---------- | ----- | ----- | ------ | ------ | ------ | ------ |
| 2019/20                   | FC Den Bosch   | Eerste divisie | 10         | 0          | 1     | 0     | –      | –      | 11     | 0      |
| 2020/21                   | FC Den Bosch   | Eerste divisie | 34         | 5          | 1     | 0     | –      | –      | 35     | 5      |
| 2021/22                   | FC Den Bosch   | Eerste divisie | 2          | 0          | 0     | 0     | –      | –      | 2      | 0      |
| 2021/22                   | Willem II      | Eredivisie     | 13         | 0          | 1     | 0     | –      | –      | 14     | 0      |
| 2022/23                   | Willem II      | Eerste divisie | 22         | 0          | 0     | 0     | 2      | 0      | 24     | 0      |
| 2023/24                   | Willem II      | Eerste divisie | 36         | 9          | 1     | 0     | –      | –      | 37     | 9      |
| 2024/25                   | Willem II      | Eredivisie     | 33         | 4          | 2     | 0     | 4      | 2      | 39     | 6      |
| Carrièretotaal            | Carrièretotaal | Carrièretotaal | 150        | 18         | 6     | 0     | 6      | 2      | 162    | 20     |
| Bijgewerkt op 5 juni 2025 |                |                |            |            |       |       |        |        |        |        |